# Grand Prix automobile de Suède 1978

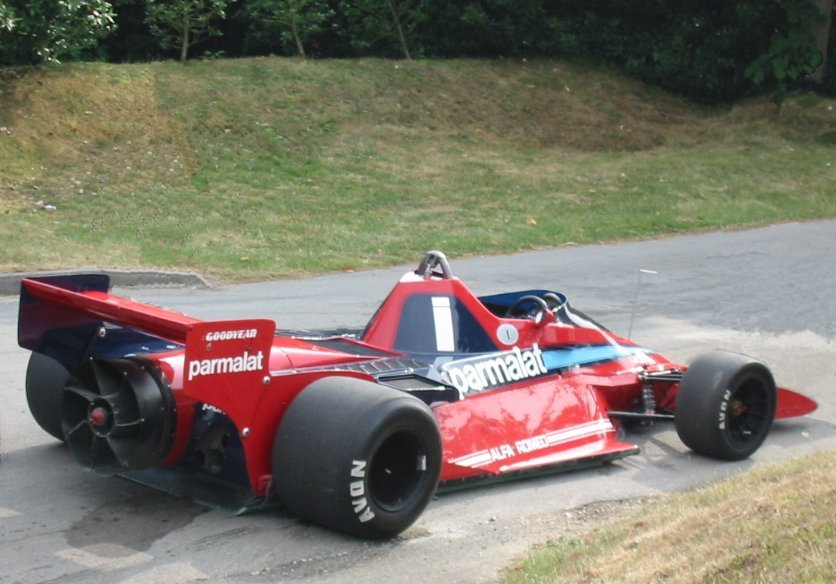
La Brabham BT46 « aspirateur », victorieuse de l'épreuve pour son unique apparition en course.

Résultats du Grand Prix de Suède de Formule 1 1978 qui a eu lieu sur le circuit de Scandinavie à Anderstorp, près de Jönköping, le 17 juin 1978.

## Classement
| Pos  | N° | Pilote                | Écurie             | Tours | Temps/Abandon       | Grille | Points |
| ---- | -- | --------------------- | ------------------ | ----- | ------------------- | ------ | ------ |
| 1    | 1  | Niki Lauda            | Brabham-Alfa Romeo | 70    | 1 h 41 min 00 s 606 | 3      | 9      |
| 2    | 35 | Riccardo Patrese      | Arrows-Ford        | 70    | +34 s 019           | 5      | 6      |
| 3    | 6  | Ronnie Peterson       | Lotus-Ford         | 70    | +34 s 105           | 4      | 4      |
| 4    | 8  | Patrick Tambay        | McLaren-Ford       | 69    | +1 tour             | 15     | 3      |
| 5    | 17 | Clay Regazzoni        | Shadow-Ford        | 69    | +1 tour             | 16     | 2      |
| 6    | 14 | Emerson Fittipaldi    | Fittipaldi-Ford    | 69    | +1 tour             | 13     | 1      |
| 7    | 26 | Jacques Laffite       | Ligier-Matra       | 69    | +1 tour             | 11     |        |
| 8    | 7  | James Hunt            | McLaren-Ford       | 69    | +1 tour             | 14     |        |
| 9    | 12 | Gilles Villeneuve     | Ferrari            | 69    | +1 tour             | 7      |        |
| 10   | 11 | Carlos Reutemann      | Ferrari            | 69    | +1 tour             | 8      |        |
| 11   | 16 | Hans-Joachim Stuck    | Shadow-Ford        | 68    | +2 tours            | 20     |        |
| 12   | 25 | Héctor Rebaque        | Lotus-Ford         | 68    | +2 tours            | 21     |        |
| 13   | 9  | Jochen Mass           | ATS-Ford           | 68    | +2 tours            | 19     |        |
| 14   | 36 | Rolf Stommelen        | Arrows-Ford        | 67    | +3 tours            | 24     |        |
| 15   | 10 | Keke Rosberg          | ATS-Ford           | 63    | +7 tours            | 23     |        |
| Nc.  | 37 | Arturo Merzario       | Merzario-Ford      | 62    | Non classé +8 tours | 22     |        |
| Abd. | 5  | Mario Andretti        | Lotus-Ford         | 46    | Moteur              | 1      |        |
| Abd. | 27 | Alan Jones            | Williams-Ford      | 46    | Roulement de roue   | 9      |        |
| Abd. | 4  | Patrick Depailler     | Tyrrell-Ford       | 42    | Suspension          | 12     |        |
| Abd. | 15 | Jean-Pierre Jabouille | Renault            | 28    | Moteur              | 10     |        |
| Abd. | 2  | John Watson           | Brabham-Alfa Romeo | 19    | Sortie de piste     | 2      |        |
| Abd. | 20 | Jody Scheckter        | Wolf-Ford          | 16    | Surchauffe moteur   | 6      |        |
| Abd. | 3  | Didier Pironi         | Tyrrell-Ford       | 8     | Accident            | 17     |        |
| Abd. | 19 | Vittorio Brambilla    | Surtees-Ford       | 7     | Accident            | 18     |        |
| Nq.  | 18 | Rupert Keegan         | Surtees-Ford       |       | Non qualifié        |        |        |
| Nq.  | 30 | Brett Lunger          | McLaren-Ford       |       | Non qualifié        |        |        |
| Nq.  | 22 | Jacky Ickx            | Ensign-Ford        |       | Non qualifié        |        |        |

Légende :
- Abd.=Abandon

## Pole position et record du tour
- Pole position : Mario Andretti en 1 min 22 s 058 (vitesse moyenne : 176,846 km/h).
- Tour le plus rapide : Niki Lauda en 1 min 24 s 836 au 33e tour (vitesse moyenne : 171,055 km/h).

## Tours en tête
- Mario Andretti : 38 (1-38)
- Niki Lauda : 32 (39-70)

## À noter
- 16e victoire pour Niki Lauda.
- 19e victoire pour Brabham en tant que constructeur.
- 11e victoire pour Alfa Romeo en tant que motoriste.
- 1re et unique victoire pour son seul Grand Prix de la Brabham BT46B dite « Brabham-aspirateur ». En pleine prise de pouvoir de la Formula One Constructors Association, Bernie Ecclestone décida d'abandonner le projet pour s'assurer du soutien de tous les membres de la FOCA.